# Stenhomalus japonicus
Stenhomalus japonicus là một loài bọ cánh cứng trong họ Cerambycidae.